# Agustín Alcántara
Agustín Alcántara (18 de dezembro de 1946 — 25 de fevereiro de 1979) foi um ciclista olímpico mexicano. Representou sua nação em duas edições dos Jogos Olímpicos: Cidade do México 1968 e Munique 1972.